# Коронавіруси
Коронавіруси (Coronaviridae) — родина одноланцюгових РНК-вірусів, що включає на травень 2020 року 43 види вірусів, об'єднаних у дві підродини Letovirinae та Orthocoronavirinae (до яких належить і SARS-CoV-2, який спричинив, згідно з міжнародною медичною термінологією, спалах коронавірусної хвороби, що почався в грудні 2019). Віруси цієї родини уражають людину, котів, птахів, собак, велику рогату худобу, свиней, кажанів, деяких диких хижих ссавців тощо. Вірусний геном — завдовжки 26–32 kbp.
Вперше вірус цієї родини був виділений у 1965 році в пацієнта з гострим ринітом.

## Будова

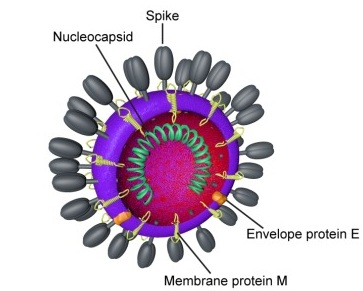
Схема будови коронавірусного віріона

Геном представлений одноланцюговою (+)РНК. Нуклеокапсид оточений білковою мембраною і ліповмісною зовнішньою оболонкою, від якої відходять шипоподібні відростки, що нагадують сонячну корону, за що родина і отримала свою назву.
Культивують на культурі тканин ембріона людини.

## Таксономія
Родина коронавірусів включає дві підродини і близько 40 видів:
- Coronaviridae
  - Letovirinae[en]
    - Alphaletovirus
      - Milecovirus
        - Microhyla letovirus 1

  - Orthocoronavirinae
    - Alphacoronavirus[en]
      - Colacovirus
        - Bat coronavirus CDPHE15

      - Decacovirus
        - Bat coronavirus HKU10

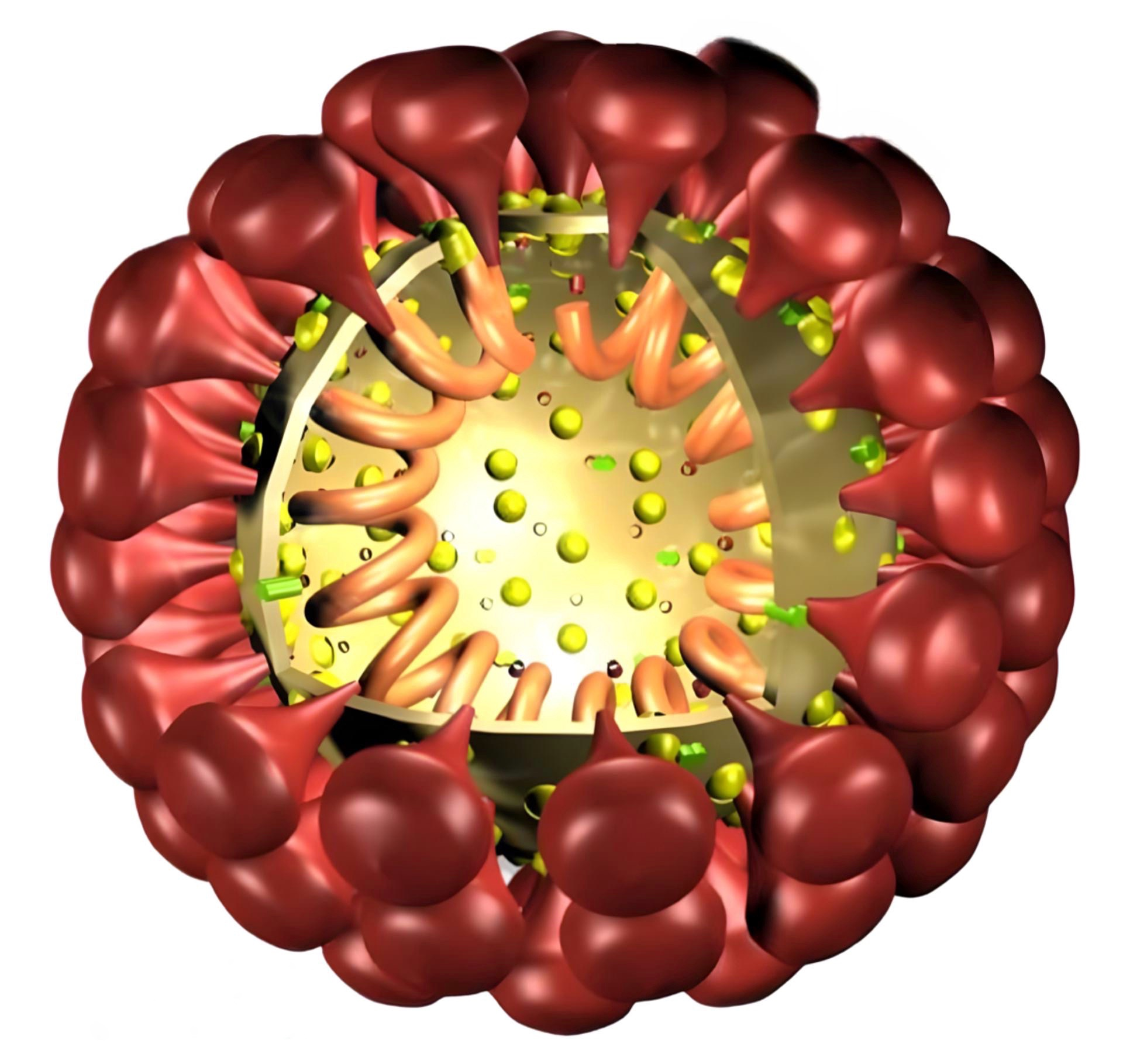
3D-модель Alphacoronavirus 1

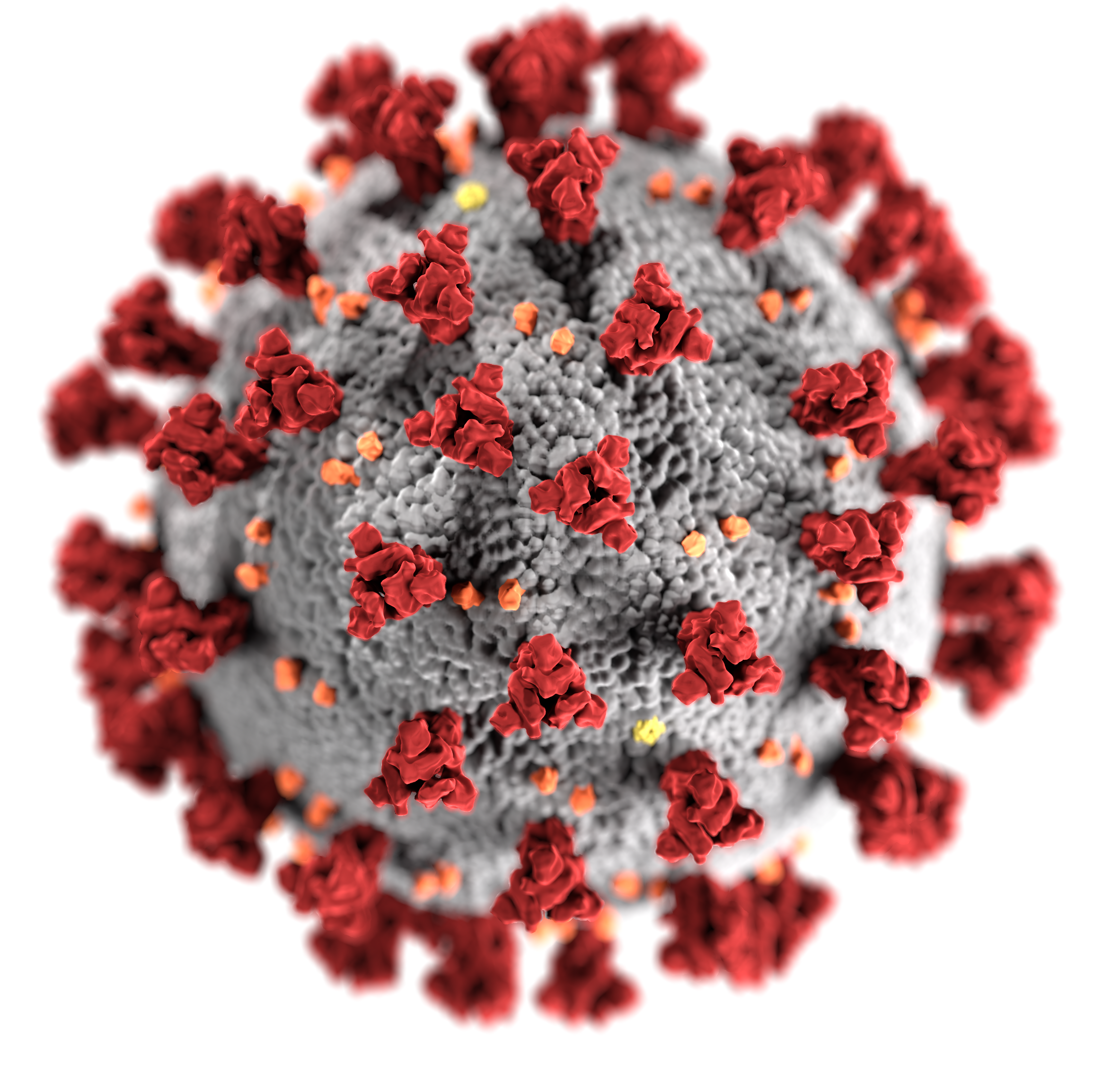
3D-модель SARS-CoV-2

        - Rhinolophus ferrumequinum alphacoronavirus HuB-2013

      - Duvinacovirus
        - Коронавірус людини 229E[en]

      - Luchacovirus
        - Lucheng Rn rat coronavirus

      - Minacovirus
        - Ferret coronavirus
        - Mink coronavirus 1

      - Minunacovirus
        - Miniopterus bat coronavirus 1
        - Miniopterus bat coronavirus HKU8

      - Myotacovirus
        - Myotis ricketti alphacoronavirus Sax-2011

      - Nyctacovirus
        - Nyctalus velutinus alphacoronavirus SC-2013

      - Pedacovirus
        - Porcine epidemic diarrhea virus
        - Scotophilus bat coronavirus 512

      - Rhinacovirus
        - Rhinolophus bat coronavirus HKU2

      - Setracovirus
        - Human coronavirus NL63
        - NL63-related bat coronavirus strain BtKYNL63-9b

      - Tegacovirus
        - Alphacoronavirus 1

    - Betacoronavirus
      - Embecovirus
        - Betacoronavirus 1
          - Коронавірус людини OC43

        - China Rattus coronavirus HKU24
        - Human coronavirus HKU1
        - Murine coronavirus

      - Hibecovirus[en]
        - Bat Hp-betacoronavirus Zhejiang2013

      - Merbecovirus
        - Hedgehog coronavirus 1
        - Middle East respiratory syndrome-related coronavirus (MERS-CoV)
        - Pipistrellus bat coronavirus HKU5
        - Tylonycteris bat coronavirus HKU4

      - Nobecovirus
        - Rousettus bat coronavirus GCCDC1
        - Rousettus bat coronavirus HKU9

      - Sarbecovirus
        - Severe acute respiratory syndrome-related coronavirus (SARSr-CoV)
          - Severe acute respiratory syndrome coronavirus (SARS-CoV)
          - Severe acute respiratory syndrome coronavirus 2 (SARS-CoV-2)
          - Bat SARS-like coronavirus WIV1 (Bat SL-CoV-WIV1)

    - Deltacoronavirus
      - Andecovirus
        - Wigeon coronavirus HKU20

      - Buldecovirus
        - Bulbul coronavirus HKU11
        - Coronavirus HKU15
        - Munia coronavirus HKU13
        - White-eye coronavirus HKU16

      - Herdecovirus
        - Night heron coronavirus HKU19

      - Moordecovirus
        - Common moorhen coronavirus HKU21

    - Gammacoronavirus
      - Cegacovirus
        - Beluga whale coronavirus SW1

      - Igacovirus
        - Avian coronavirus

## Патогенна дія
Коронавіруси здатні уражати:
- дихальну систему;
- шлунково-кишковий тракт;
- нервову систему.

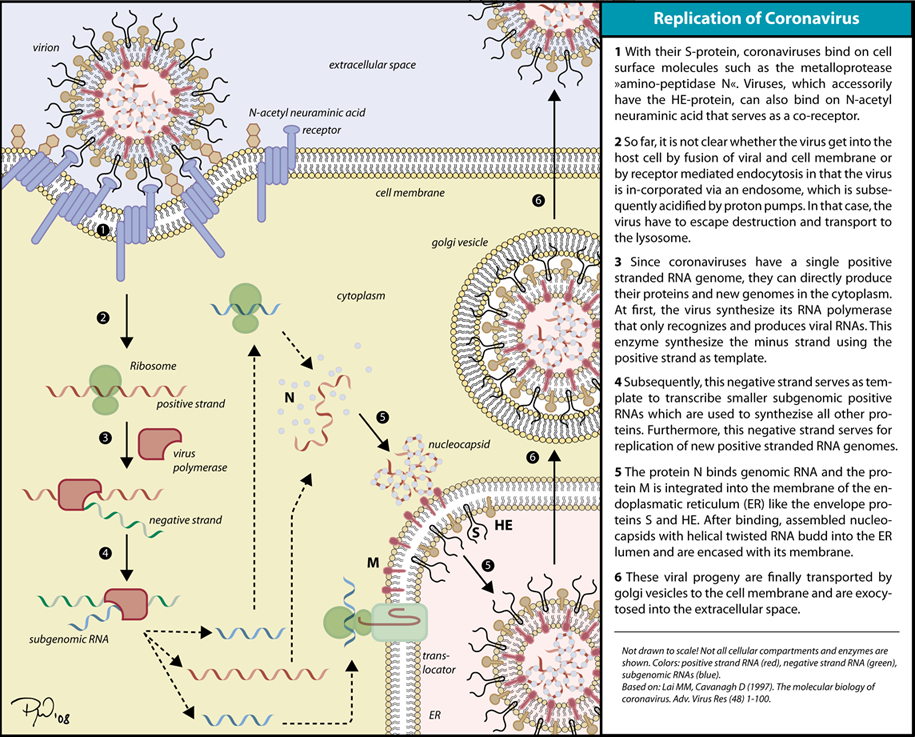
Розмноження коронавірусу

Первинна репродукція відбувається в слизовій носоглотки й дихальних шляхів, у результаті чого виникає рясний нежить, а при подальшому поширенні вниз по респіраторній системі, особливо в дітей, — бронхіт і пневмонія.
Респіраторні коронавіруси представлені видами OC38, OC43, а причиною ентериту найчастіше стає штам E. 229. Назва — коронавірус — пояснюється наявністю особливого кільця на поверхні вірусної частки: на ліпідній оболонці, або суперкапсиді, присутні пепломери у формі булавоподібних шипоподібних виростів, що нагадують корону.
У більшості випадків коронавірусна інфекція перебігає легко, проте в XXI столітті відбулися спалахи тяжких захворювань (їх спричиняє один з родів родини бетакоронавірусів) — MERS, SARS та COVID-19. Віруси SARS-CoV і MERS-CoV спричиняють гострий респіраторний дистрес-синдром (ГРДС), що підвищує смертність при цих вірусах.

## Резистентність
| | Коронавіруси помірно стійкі до дії фізико-хімічних факторів. Зберігають інфекційну активність протягом кількох років в ліофілізованому стані при температурі +4°C, а в замороженому стані — при температурі -70°C. УФ-випромінювання інактивує віруси за 15 хв., органічні розчинники і детергенти — протягом декількох хвилин. Віруси термолабільні: при температурі +37°C інактивуються за 10 год., при +33°C — за 16 год., при +56°C — за 10 хв. Для коронавірусів людини зона pH 7,0-7,5 є оптимальною. Зміна pH середовища в будь-яку сторону для них є згубна. Дія сонячних променів викликає повільну інактивацію. Коронавіруси зберігаються в складі аерозолю протягом 8-10 год., у воді — до 9 діб, в приміщенні при температурі 0-18°C — від 4 до 11 діб. (перекладено з російської) |
| — Широбоков В. П., Медицинская микробиология, вирусология и иммунология. — Вінниця : «Нова книга», 2015. — С. 505. — ISBN 9663822007, 9789663822006. | |